# Liste des monuments historiques du Nord (A-K)
Cet article recense une partie des monuments historiques du Nord, en France.
Pour des raisons de taille, la liste est découpée en deux. Cette partie regroupe les communes débutant de A à K. Pour les autres, voir la liste des monuments historiques du Nord (L-Z).
Du fait du nombre de protections dans certaines communes, elles disposent d'une liste à part :
- pour Cambrai, voir la liste des monuments historiques de Cambrai
- pour Douai, voir la liste des monuments historiques de Douai
- pour Dunkerque, voir la liste des monuments historiques de Dunkerque

## Liste

### A
| Monument                                                                    | Commune           | Adresse                                                     | Coordonnées                      | Notice         | Protection             | Date           | Illustration                                                                |
| --------------------------------------------------------------------------- | ----------------- | ----------------------------------------------------------- | -------------------------------- | -------------- | ---------------------- | -------------- | --------------------------------------------------------------------------- |
| Fosse n° 2 des mines de Flines                                              | Anhiers           | 185 rue du Chevalet                                         | 50° 24′ 05″ nord, 3° 09′ 36″ est | « PA59000162 » | Inscrit                | 2010           | Fosse n° 2 des mines de Flines                                              |
| Château Dampierre                                                           | Anzin             | 41bis boulevard Dampierre                                   | 50° 21′ 57″ nord, 3° 30′ 25″ est | « PA59000145 » | Inscrit                | 2009           | Château Dampierre                                                           |
| Ancien Magasin de commerce Mahieu                                           | Armentières       | 1 rue de la Gare                                            | 50° 40′ 54″ nord, 2° 52′ 41″ est | « PA59000052 » | Inscrit                | 2000           | Ancien Magasin de commerce Mahieu                                           |
| Ancienne école de natation - Bains et lavoir publics                        | Armentières       | 12 place Victor-Hugo                                        | 50° 40′ 56″ nord, 2° 52′ 52″ est | « PA59000053 » | Inscrit                | 2003           | Ancienne école de natation - Bains et lavoir publics                        |
| Ancienne école nationale professionnelle, actuellement lycée Gustave Eiffel | Armentières       | 96 rue Jules-Lebleu                                         | 50° 41′ 20″ nord, 2° 52′ 19″ est | « PA59000217 » | Inscrit                | 2017           | Ancienne école nationale professionnelle, actuellement lycée Gustave Eiffel |
| Ancienne Malterie et ancienne brasserie Motte-Cordonnier                    | Armentières       | 14 rue Pierre-Brossolette 64 rue Roger-Salengro             | 50° 41′ 18″ nord, 2° 51′ 31″ est | « PA59000050 » | Inscrit                | 1999           | Ancienne Malterie et ancienne brasserie Motte-Cordonnier                    |
| Hôtel de ville                                                              | Armentières       | Place du Général-de-Gaulle Place Saint-Vaast Place du Vivat | 50° 41′ 12″ nord, 2° 52′ 57″ est | « PA59000085 » | Inscrit                | 2002           | Hôtel de ville                                                              |
| Église paroissiale Saint-Martin                                             | Armbouts-Cappel   | Place de la Mairie Rue de l'Abbé-Paul                       | 50° 58′ 41″ nord, 2° 21′ 07″ est | « PA59000066 » | Inscrit                | 2001           | Église paroissiale Saint-Martin                                             |
| Église Saint-Martin                                                         | Arnèke            | Place Saint-Gohard                                          | 50° 49′ 54″ nord, 2° 24′ 43″ est | « PA59000116 » | Inscrit                | 2006           | Église Saint-Martin                                                         |
| Motte féodale avec fossés                                                   | Arnèke            | Ferme des Sept Planètes                                     | 50° 49′ 59″ nord, 2° 23′ 59″ est | « PA00107348 » | Inscrit                | 1980           | Image manquante Téléverser                                                  |
| Menhir dit La Pierre qui Pousse                                             | Aubigny-au-Bac    | Marais-à-Tourbe                                             | 50° 16′ 03″ nord, 3° 08′ 51″ est | « PA00107349 » | Inscrit                | 1979           | Menhir dit La Pierre qui Pousse                                             |
| Château                                                                     | Audignies         | Chemin de Louvignies Chemin du Château                      | 50° 17′ 24″ nord, 3° 48′ 32″ est | « PA00107350 » | Inscrit                | 1984           | Château                                                                     |
| Motte féodale                                                               | Aulnoye-Aymeries  | Les Prés-de-la-Basse-Cour                                   | 50° 12′ 49″ nord, 3° 49′ 47″ est | « PA00107351 » | Inscrit                | 1988           | Motte féodale                                                               |
| Maison d'habitation dite maison Sterckeman                                  | Avelin            |                                                             | 50° 31′ 33″ nord, 3° 03′ 58″ est | « PA59000074 » | Inscrit                | 2001           | Maison d'habitation dite maison Sterckeman                                  |
| Ancien palais de Justice                                                    | Avesnes-sur-Helpe | 14 place Guillemin                                          | 50° 07′ 23″ nord, 3° 55′ 55″ est | « PA59000137 » | Inscrit                | 2007           | Ancien palais de Justice                                                    |
| Église Saint-Nicolas                                                        | Avesnes-sur-Helpe | 38bis place du Général Leclerc                              | 50° 07′ 19″ nord, 3° 55′ 57″ est | « PA00107353 » | Classé                 | 1913           | Église Saint-Nicolas                                                        |
| Fortifications                                                              | Avesnes-sur-Helpe | Place Guillemin                                             | 50° 07′ 27″ nord, 3° 55′ 39″ est | « PA00107356 » | Inscrit Classé Inscrit | 1944 1981 1995 | Fortifications                                                              |
| Hôtel de Ville                                                              | Avesnes-sur-Helpe | 13 place du Général Leclerc                                 | 50° 07′ 19″ nord, 3° 55′ 53″ est | « PA00107354 » | Classé Inscrit         | 1930 2021      | Hôtel de Ville                                                              |
| Immeuble                                                                    | Avesnes-sur-Helpe | 30 place du Général Leclerc                                 | 50° 07′ 18″ nord, 3° 55′ 55″ est | « PA00107355 » | Inscrit                | 1943           | Immeuble                                                                    |
| Château (ancienne maison de campagne de l'abbaye Saint-Aubert-de-Cambrai)   | Avesnes-le-Sec    | Rue du Château Rue Jean-Bart                                | 50° 15′ 10″ nord, 3° 22′ 24″ est | « PA00107357 » | Classé Inscrit         | 1983           | Château (ancienne maison de campagne de l'abbaye Saint-Aubert-de-Cambrai)   |

### B
| Monument                                                       | Commune                                                      | Adresse                                                     | Coordonnées                      | Notice         | Protection            | Date           | Illustration                                                   |
| -------------------------------------------------------------- | ------------------------------------------------------------ | ----------------------------------------------------------- | -------------------------------- | -------------- | --------------------- | -------------- | -------------------------------------------------------------- |
| Ancien Palais de Justice                                       | Bailleul                                                     | 6 place Plichon                                             | 50° 44′ 20″ nord, 2° 43′ 44″ est | « PA00107360 » | Inscrit               | 1969           | Ancien Palais de Justice                                       |
| Hôtel de Ville                                                 | Bailleul                                                     | Grand'Place Rue des Royarts Rue de la Fontaine Rue du Musée | 50° 44′ 05″ nord, 2° 44′ 04″ est | « PA00107358 » | Classé Inscrit        | 1922 2001      | Hôtel de Ville                                                 |
| Motte féodale                                                  | Bailleul                                                     | Le Bois-de-Bailleul Hameau de Outtersteene                  | 50° 41′ 35″ nord, 2° 42′ 06″ est | « PA00107359 » | Inscrit               | 1979           | Motte féodale                                                  |
| Château d'Engelshof                                            | Bambecque                                                    |                                                             | 50° 53′ 59″ nord, 2° 32′ 26″ est | « PA00107361 » | Inscrit               | 1983           | Image manquante Téléverser                                     |
| Église Saint-Omer                                              | Bambecque                                                    |                                                             | 50° 54′ 08″ nord, 2° 32′ 50″ est | « PA59000124 » | Inscrit               | 2006           | Église Saint-Omer                                              |
| Enceinte médiévale                                             | Bavay                                                        | 40 Rue des Remparts                                         | 50° 17′ 59″ nord, 3° 47′ 23″ est | « PA00107923 » | Inscrit Classé        | 1992 2021      | Enceinte médiévale                                             |
| Ruines gallo-romaines                                          | Bavay                                                        |                                                             | 50° 17′ 57″ nord, 3° 47′ 28″ est | « PA00107362 » | Classé                | 1862 2021      | Ruines gallo-romaines                                          |
| Site archéologique gallo-romain                                | Bavay                                                        | 10 rue Saint-Maur                                           | 50° 17′ 57″ nord, 3° 47′ 28″ est | « PA00107924 » | Classé Inscrit Classé | 1949 1992 2021 | Site archéologique gallo-romain                                |
| Vestiges antiques                                              | Bavay                                                        |                                                             | 50° 17′ 57″ nord, 3° 47′ 28″ est | « PA00107363 » | Classé                | 1949 2021      | Vestiges antiques                                              |
| Tour sarrazine                                                 | Beaufort                                                     |                                                             | 50° 12′ 57″ nord, 3° 58′ 04″ est | « PA00107918 » | Inscrit               | 1988           | Tour sarrazine                                                 |
| Chapelle du cimetière                                          | Bellignies                                                   |                                                             | 50° 19′ 34″ nord, 3° 45′ 56″ est | « PA00107365 » | Inscrit               | 1934           | Chapelle du cimetière                                          |
| Ancien Mont de Piété                                           | Bergues                                                      | 1 rue du Mont de Piété                                      | 50° 58′ 09″ nord, 2° 25′ 49″ est | « PA00107374 » | Classé                | 1907           | Ancien Mont de Piété                                           |
| Ancienne Abbaye Saint-Winoc                                    | Bergues                                                      |                                                             | 50° 58′ 05″ nord, 2° 26′ 20″ est | « PA00107366 » | Inscrit               | 1926 1946      | Ancienne Abbaye Saint-Winoc                                    |
| Ancienne gendarmerie                                           | Bergues                                                      | 12 rue Maurice Cornette                                     | 50° 58′ 01″ nord, 2° 25′ 56″ est | « PA00107370 » | Inscrit               | 1934           | Ancienne gendarmerie                                           |
| Beffroi                                                        | Bergues                                                      | Place de la République                                      | 50° 58′ 05″ nord, 2° 25′ 58″ est | « PA59000104 » | Inscrit               | 2004           | Beffroi                                                        |
| Citerne militaire                                              | Bergues                                                      |                                                             | 50° 58′ 07″ nord, 2° 25′ 48″ est | « PA00107367 » | Classé                | 1930           | Citerne militaire                                              |
| Église Saint-Martin                                            | Bergues                                                      |                                                             | 50° 58′ 07″ nord, 2° 25′ 51″ est | « PA00107368 » | Classé                | 1907           | Église Saint-Martin                                            |
| Enceinte fortifiée                                             | Bergues                                                      |                                                             | 50° 58′ 09″ nord, 2° 25′ 35″ est | « PA00107369 » | Classé                | 1936           | Enceinte fortifiée                                             |
| Hôtel Zylof de Winde                                           | Bergues                                                      | 40 rue Carnot                                               | 50° 58′ 02″ nord, 2° 25′ 46″ est | « PA00107371 » | Inscrit               | 1981           | Hôtel Zylof de Winde                                           |
| Immeuble                                                       | Bergues                                                      | 22 rue Carnot                                               | 50° 58′ 04″ nord, 2° 25′ 43″ est | « PA00107372 » | Inscrit               | 1981           | Immeuble                                                       |
| Immeuble                                                       | Bergues                                                      | 26 Rue Espagnole                                            | 50° 58′ 14″ nord, 2° 25′ 58″ est | « PA00107373 » | Inscrit               | 1948           | Immeuble                                                       |
| Église Saint-Michel                                            | Berlaimont                                                   |                                                             | 50° 12′ 09″ nord, 3° 48′ 53″ est | « PA00107375 » | Classé                | 1921           | Église Saint-Michel                                            |
| Ferme de Cambron                                               | Bermeries                                                    |                                                             | 50° 17′ 22″ nord, 3° 44′ 50″ est | « PA00107376 » | Inscrit               | 1971           | Ferme de Cambron                                               |
| Église Saint-Étienne                                           | Bersée                                                       | 1 rue de l'Église                                           | 50° 28′ 53″ nord, 3° 08′ 36″ est | « PA00107377 » | Inscrit               | 1968           | Église Saint-Étienne                                           |
| Moulin de l'Ingratitude                                        | Boeschepe                                                    |                                                             | 50° 48′ 04″ nord, 2° 41′ 11″ est | « PA00107378 » | Inscrit               | 1977           | Moulin de l'Ingratitude                                        |
| Église Saint-Wandrille                                         | Bollezeele                                                   | Grand'Place                                                 | 50° 51′ 55″ nord, 2° 19′ 38″ est | « PA00107379 » | Inscrit               | 1935           | Église Saint-Wandrille                                         |
| Château du Vert-Bois                                           | Bondues                                                      | 29 avenue Anne et Albert Prouvost                           | 50° 42′ 43″ nord, 3° 06′ 53″ est | « PA00107380 » | Inscrit               | 1987 1992      | Château du Vert-Bois                                           |
| Bastion des Forges                                             | Bouchain                                                     | Rue d'Ostrevent                                             | 50° 17′ 03″ nord, 3° 19′ 12″ est | « PA59000194 » | Inscrit Classé        | 2016 2019      | Bastion des Forges                                             |
| Gare de Bouchain et sa halle ferroviaire                       | Bouchain (également sur Neuville-sur-Escaut)                 | Place de la Gare Rue Émile Pierronne                        | 50° 16′ 41″ nord, 3° 19′ 54″ est | « PA59000206 » | Inscrit               | 2019           | Gare de Bouchain et sa halle ferroviaire                       |
| Poudrière                                                      | Bouchain                                                     | Rue d'Ostrevent                                             | 50° 17′ 04″ nord, 3° 19′ 06″ est | « PA00107381 » | Inscrit               | 1981           | Poudrière                                                      |
| Tour d'Ostrevent                                               | Bouchain                                                     | Rue d'Ostrevent                                             | 50° 17′ 04″ nord, 3° 19′ 07″ est | « PA00107382 » | Classé                | 1981           | Tour d'Ostrevent                                               |
| Ancien Hospice Saint-Jean                                      | Bourbourg                                                    | 1 rue du Quai de l'Hospice                                  | 50° 56′ 52″ nord, 2° 11′ 44″ est | « PA00107384 » | Inscrit               | 1983           | Ancien Hospice Saint-Jean                                      |
| Ancienne prison                                                | Bourbourg                                                    | 29 place du Général de Gaulle                               | 50° 56′ 50″ nord, 2° 11′ 46″ est | « PA00107386 » | Inscrit               | 1972           | Ancienne prison                                                |
| Église Saint-Jean-Baptiste                                     | Bourbourg                                                    |                                                             | 50° 56′ 48″ nord, 2° 11′ 49″ est | « PA00107383 » | Classé Inscrit        | 1920 2023      | Église Saint-Jean-Baptiste                                     |
| Immeuble abritant le marché au poisson et les sapeurs-pompiers | Bourbourg                                                    | 1 rue Pasteur 2 rue de Dunkerque                            | 50° 56′ 50″ nord, 2° 11′ 49″ est | « PA00107385 » | Inscrit               | 1983           | Immeuble abritant le marché au poisson et les sapeurs-pompiers |
| Maison de Edmond de Coussemaker                                | Bourbourg                                                    | La Distillerie                                              | 50° 56′ 50″ nord, 2° 11′ 25″ est | « PA59000105 » | Inscrit               | 2004           | Maison de Edmond de Coussemaker                                |
| Église                                                         | Boussières-en-Cambrésis                                      |                                                             | 50° 09′ 58″ nord, 3° 22′ 00″ est | « PA00107908 » | Inscrit               | 1990           | Église                                                         |
| Église Saint-Martin dite Notre-Dame-des-Glaces                 | Boussois                                                     | Place de l'Abbé-Bortolus                                    | 50° 17′ 19″ nord, 4° 02′ 28″ est | « PA59000108 » | Inscrit               | 2005           | Église Saint-Martin dite Notre-Dame-des-Glaces                 |
| Église Saint-Pierre                                            | Bouvines                                                     | rue Félix-Dehau                                             | 50° 34′ 45″ nord, 3° 11′ 14″ est | « PA00107387 » | Classé                | 2010           | Église Saint-Pierre                                            |
| Maison de la Dune                                              | Bray-Dunes                                                   | Rue des Dunes                                               | 51° 05′ 14″ nord, 2° 32′ 42″ est | « PA00107388 » | Classé                | 1978           | Image manquante Téléverser                                     |
| Église Saint-Omer                                              | Brouckerque                                                  |                                                             | 50° 57′ 14″ nord, 2° 17′ 36″ est | « PA00107389 » | Classé                | 1973           | Église Saint-Omer                                              |
| Château de Villers-Campeau                                     | Bruille-lez-Marchiennes (également sur la commune de Somain) | Rue du Château                                              | 50° 21′ 36″ nord, 3° 15′ 32″ est | « PA59000198 » | Inscrit               | 2016           | Château de Villers-Campeau                                     |
| Chapelle Notre-Dame de Malaise                                 | Bruille-Saint-Amand                                          | Rue Henri-Durre                                             | 50° 27′ 10″ nord, 3° 31′ 22″ est | « PA00107391 » | Inscrit               | 1988           | Chapelle Notre-Dame de Malaise                                 |
| Ancien château                                                 | Busigny                                                      | Rue Pasteur                                                 | 50° 01′ 56″ nord, 3° 28′ 10″ est | « PA00107392 » | Inscrit               | 1978           | Ancien château                                                 |

### C
| Monument                                                                              | Commune             | Adresse                                                           | Coordonnées                                     | Notice                                          | Protection                                      | Date                                            | Illustration                                                                          |
| ------------------------------------------------------------------------------------- | ------------------- | ----------------------------------------------------------------- | ----------------------------------------------- | ----------------------------------------------- | ----------------------------------------------- | ----------------------------------------------- | ------------------------------------------------------------------------------------- |
|                                                                                       | Cambrai             | Voir liste des monuments historiques de Cambrai                   | Voir liste des monuments historiques de Cambrai | Voir liste des monuments historiques de Cambrai | Voir liste des monuments historiques de Cambrai | Voir liste des monuments historiques de Cambrai | Voir liste des monuments historiques de Cambrai                                       |
| Église Saint-Jacques-le-Majeur                                                        | Cappelle-Brouck     |                                                                   | 50° 54′ 06″ nord, 2° 13′ 16″ est                | « PA00107417 »                                  | Inscrit                                         | 1927                                            | Église Saint-Jacques-le-Majeur                                                        |
| Église Saint-Germain                                                                  | Carnières           |                                                                   | 50° 10′ 08″ nord, 3° 20′ 49″ est                | « PA00107909 »                                  | Inscrit                                         | 1990                                            | Église Saint-Germain                                                                  |
| Ancien Collège des Jésuites                                                           | Cassel              | 29 Rue Notre-Dame                                                 | 50° 47′ 57″ nord, 2° 29′ 22″ est                | « PA00107420 »                                  | Classé                                          | 1981                                            | Ancien Collège des Jésuites                                                           |
| Château de l'Hamerhouck                                                               | Cassel              | Route d'Oxelaëre                                                  | 50° 47′ 31″ nord, 2° 29′ 14″ est                | « PA00107925 »                                  | Inscrit                                         | 1992                                            | Château de l'Hamerhouck                                                               |
| Château Vandamme                                                                      | Cassel              | 33 rue Bollaert-Le-Gavrian                                        | 50° 48′ 07″ nord, 2° 28′ 46″ est                | « PA00107418 »                                  | Classé                                          | 1980                                            | Château Vandamme                                                                      |
| Châtellenie La Mairie                                                                 | Cassel              | 26 Grand-Place                                                    | 50° 47′ 59″ nord, 2° 29′ 10″ est                | « PA00107419 »                                  | Classé                                          | 1910                                            | Châtellenie La Mairie                                                                 |
| Collégiale Notre-Dame de la Crypte                                                    | Cassel              |                                                                   | 50° 47′ 57″ nord, 2° 29′ 19″ est                | « PA00107421 »                                  | Classé                                          | 1981                                            | Collégiale Notre-Dame de la Crypte                                                    |
| Hôtel de Ville (détruit)                                                              | Cassel              | 23 Grand-Place                                                    | 50° 48′ 01″ nord, 2° 29′ 09″ est                | « PA00107422 »                                  | Classé                                          | 1903                                            | Hôtel de Ville (détruit)                                                              |
| Immeuble                                                                              | Cassel              | 32 Grand-Place                                                    | 50° 47′ 58″ nord, 2° 29′ 12″ est                | « PA00107423 »                                  | Inscrit                                         | 1946                                            | Immeuble                                                                              |
| Jardin public du moulin de Cassel                                                     | Cassel              |                                                                   | 50° 48′ 06″ nord, 2° 29′ 02″ est                | « PA00107424 »                                  | Inscrit                                         | 1969                                            | Jardin public du moulin de Cassel                                                     |
| Maison                                                                                | Cassel              | 12 Grand-Place Rue d'Aire                                         | 50° 48′ 00″ nord, 2° 29′ 06″ est                | « PA00107425 »                                  | Inscrit                                         | 1968                                            | Maison                                                                                |
| Moulin de l'Étendard                                                                  | Cassel              |                                                                   | 50° 48′ 05″ nord, 2° 29′ 01″ est                | « PA00107426 »                                  | Inscrit                                         | 1930                                            | Moulin de l'Étendard                                                                  |
| Ancienne Brasserie-malterie Lefebvre-Scalabrino                                       | Le Cateau-Cambrésis | 14 rue du Marché-aux-Chevaux Rue Jean-Jaurès                      | 50° 06′ 12″ nord, 3° 32′ 41″ est                | « PA59000054 »                                  | Classé                                          | 2000                                            | Ancienne Brasserie-malterie Lefebvre-Scalabrino                                       |
| École maternelle Henri-Matisse                                                        | Le Cateau-Cambrésis | Avenue Henri-Matisse                                              | 50° 05′ 55″ nord, 3° 32′ 38″ est                | « PA59000083 »                                  | Inscrit                                         | 2001                                            | Image manquante Téléverser                                                            |
| Église Saint-Martin                                                                   | Le Cateau-Cambrésis |                                                                   | 50° 06′ 17″ nord, 3° 32′ 40″ est                | « PA00107427 »                                  | Classé                                          | 1909                                            | Église Saint-Martin                                                                   |
| Groupe scolaire Auguste-Herbin                                                        | Le Cateau-Cambrésis | Place du 3-Septembre-1944 Rue Cuvier                              | 50° 06′ 23″ nord, 3° 32′ 37″ est                | « PA59000084 »                                  | Inscrit                                         | 2001                                            | Image manquante Téléverser                                                            |
| Hôtel de Ville                                                                        | Le Cateau-Cambrésis |                                                                   | 50° 06′ 20″ nord, 3° 32′ 34″ est                | « PA00107428 »                                  | Classé                                          | 1909                                            | Hôtel de Ville                                                                        |
| Ancien Palais des Archevêques de Cambrai ou Palais Fénelon                            | Le Cateau-Cambrésis | Place du Commandant Richez                                        | 50° 06′ 22″ nord, 3° 32′ 28″ est                | « PA00107429 »                                  | Inscrit                                         | 1944                                            | Ancien Palais des Archevêques de Cambrai ou Palais Fénelon                            |
| Basilique Sainte-Maxellende                                                           | Caudry              |                                                                   | 50° 07′ 27″ nord, 3° 24′ 29″ est                | « PA59000207 »                                  | Inscrit                                         | 2019                                            | Basilique Sainte-Maxellende                                                           |
| Maison Dumont                                                                         | Caudry              | 43 rue Émile-Salembier                                            | 50° 06′ 56″ nord, 3° 24′ 30″ est                | « PA59000067 »                                  | Inscrit                                         | 2001                                            | Maison Dumont                                                                         |
| Ancien relais de poste                                                                | Chéreng             | 6 route Nationale                                                 | 50° 36′ 41″ nord, 3° 11′ 48″ est                | « PA00107430 »                                  | Inscrit                                         | 1951                                            | Ancien relais de poste                                                                |
| Chapelle d'Épinoy                                                                     | Clairfayts          | Rue d'Épinoy                                                      | 50° 10′ 01″ nord, 4° 06′ 35″ est                | « PA00107431 »                                  | Inscrit                                         | 1948                                            | Chapelle d'Épinoy                                                                     |
| Chapelle Huart                                                                        | Clairfayts          | Rue d'Orbaye                                                      | 50° 08′ 58″ nord, 4° 07′ 43″ est                | « PA00107432 »                                  | Inscrit                                         | 1948                                            | Chapelle Huart                                                                        |
| Église de la Conversion-de-Saint-Paul                                                 | Clairfayts          |                                                                   | 50° 09′ 28″ nord, 4° 07′ 22″ est                | « PA00107433 »                                  | Classé                                          | 1920                                            | Église de la Conversion-de-Saint-Paul                                                 |
| Ancienne église                                                                       | Comines             | Jardin public Grand-Place                                         | 50° 45′ 57″ nord, 3° 00′ 26″ est                | « PA00107434 »                                  | Classé                                          | 1926                                            | Ancienne église                                                                       |
| Église Saint-Chrysole                                                                 | Comines             | Grand-Place                                                       | 50° 45′ 56″ nord, 3° 00′ 26″ est                | « PA59000075 »                                  | Classé                                          | 2002                                            | Église Saint-Chrysole                                                                 |
| Hôtel de ville                                                                        | Comines             | Grand'Place rue du Maréchal-Foch rue du Pont rue de la République | 50° 45′ 54″ nord, 3° 00′ 22″ est                | « PA59000068 »                                  | Inscrit                                         | 2001                                            | Hôtel de ville                                                                        |
| Ancien Château des comtes de Hainaut, dit "Ancien arsenal"                            | Condé-sur-l'Escaut  | Rue de l'Hôpital Rue du Munitionnaire Rue de l'Arsenal            | 50° 26′ 50″ nord, 3° 35′ 26″ est                | « PA00107435 »                                  | Inscrit Classé                                  | 1948 2006                                       | Ancien Château des comtes de Hainaut, dit "Ancien arsenal"                            |
| Ancienne enceinte espagnole                                                           | Condé-sur-l'Escaut  |                                                                   | 50° 27′ 05″ nord, 3° 35′ 44″ est                | « PA00107439 »                                  | Classé                                          | 1935                                            | Ancienne enceinte espagnole                                                           |
| Ancienne fosse Ledoux                                                                 | Condé-sur-l'Escaut  |                                                                   | 50° 27′ 22″ nord, 3° 37′ 11″ est                | « PA00107920 »                                  | Inscrit                                         | 1992                                            | Ancienne fosse Ledoux                                                                 |
| Corps de garde - beffroi et maisons attenantes                                        | Condé-sur-l'Escaut  | 22-26 place Pierre-Delcourt                                       | 50° 26′ 53″ nord, 3° 35′ 32″ est                | « PA59000132 »                                  | Inscrit                                         | 2007                                            | Corps de garde - beffroi et maisons attenantes                                        |
| Château de Bailleul et immeubles accolés                                              | Condé-sur-l'Escaut  |                                                                   | 50° 26′ 58″ nord, 3° 35′ 26″ est                | « PA00107436 »                                  | Classé Inscrit                                  | 1904 1987                                       | Château de Bailleul et immeubles accolés                                              |
| Château de l'Hermitage                                                                | Condé-sur-l'Escaut  | Route de Bonsecours                                               | 50° 29′ 12″ nord, 3° 35′ 46″ est                | « PA00107437 »                                  | Classé                                          | 1924 1928                                       | Château de l'Hermitage                                                                |
| Église Saint-Wasnon                                                                   | Condé-sur-l'Escaut  |                                                                   | 50° 26′ 58″ nord, 3° 35′ 33″ est                | « PA00107438 »                                  | Classé                                          | 1978                                            | Église Saint-Wasnon                                                                   |
| Hôtel de Ville                                                                        | Condé-sur-l'Escaut  | Place Pierre-Delcourt                                             | 50° 26′ 55″ nord, 3° 35′ 36″ est                | « PA59000133 »                                  | Inscrit                                         | 2007                                            | Hôtel de Ville                                                                        |
| Maison                                                                                | Condé-sur-l'Escaut  | 45 rue Gambetta                                                   | 50° 26′ 58″ nord, 3° 35′ 39″ est                | « PA59000135 »                                  | Inscrit                                         | 2007                                            | Maison                                                                                |
| Monument commémoratif de la tragédienne Hippolyte Clairon, dit Monument de la Clairon | Condé-sur-l'Escaut  | Place Saint-Amé                                                   | 50° 26′ 51″ nord, 3° 35′ 28″ est                | « PA59000134 »                                  | Inscrit                                         | 2007                                            | Monument commémoratif de la tragédienne Hippolyte Clairon, dit Monument de la Clairon |
| Porte Vautourneux                                                                     | Condé-sur-l'Escaut  | Place Rombault                                                    | 50° 27′ 05″ nord, 3° 35′ 36″ est                | « PA00107440 »                                  | Classé                                          | 1935                                            | Porte Vautourneux                                                                     |
| Presbytère de l'église Saint-Wasnon                                                   | Condé-sur-l'Escaut  | 13 place Saint-Wasnon                                             | 50° 26′ 58″ nord, 3° 35′ 35″ est                | « PA59000178 »                                  | Inscrit                                         | 2007                                            | Presbytère de l'église Saint-Wasnon                                                   |
| Chapelle du Dieu-de-Pitié                                                             | Cousolre            |                                                                   | 50° 14′ 43″ nord, 4° 09′ 06″ est                | « PA00107441 »                                  | Inscrit                                         | 1953                                            | Chapelle du Dieu-de-Pitié                                                             |
| Abbaye de Crespin                                                                     | Crespin             | Rue du Moulin                                                     | 50° 25′ 22″ nord, 3° 39′ 50″ est                | « PA00107910 »                                  | Inscrit                                         | 1990                                            | Abbaye de Crespin                                                                     |
| Château de Fontaine                                                                   | Croix               | Allée des Deux-Lions                                              | 50° 39′ 39″ nord, 3° 09′ 37″ est                | « PA00107442 »                                  | Inscrit                                         | 1951                                            | Château de Fontaine                                                                   |
| Église Saint-Martin                                                                   | Croix               | 39 place de la République                                         | 50° 40′ 31″ nord, 3° 08′ 55″ est                | « PA59000109 »                                  | Inscrit                                         | 2005                                            | Église Saint-Martin                                                                   |
| Maison d'habitation, maison Delcourt                                                  | Croix               | 18bis avenue du Général-de-Gaulle Sentier du Créchet              | 50° 40′ 43″ nord, 3° 09′ 27″ est                | « PA59000055 »                                  | Inscrit                                         | 2000                                            | Image manquante Téléverser                                                            |
| Villa Cavrois                                                                         | Croix               | 60 avenue John-Fitzgerald-Kennedy                                 | 50° 40′ 00″ nord, 3° 09′ 51″ est                | « PA00107443 »                                  | Classé                                          | 1990 2013                                       | Villa Cavrois                                                                         |
| Château dit de l'Abbaye et parc de l'ancienne abbaye de Cysoing                       | Cysoing             | 138 rue Aristide Briand                                           | 50° 33′ 53″ nord, 3° 12′ 52″ est                | « PA59000139 »                                  | Inscrit                                         | 2008                                            | Château dit de l'Abbaye et parc de l'ancienne abbaye de Cysoing                       |
| Pyramide de Fontenoy                                                                  | Cysoing             |                                                                   | 50° 33′ 53″ nord, 3° 13′ 08″ est                | « PA00107444 »                                  | Classé                                          | 1840                                            | Pyramide de Fontenoy                                                                  |

### D
| Monument                                                  | Commune             | Adresse                                           | Coordonnées                                       | Notice                                            | Protection                                        | Date                                              | Illustration                                              |
| --------------------------------------------------------- | ------------------- | ------------------------------------------------- | ------------------------------------------------- | ------------------------------------------------- | ------------------------------------------------- | ------------------------------------------------- | --------------------------------------------------------- |
| Église Saint-Géry                                         | Damousies           | Rue de l'Église                                   | 50° 13′ 06″ nord, 4° 01′ 00″ est                  | « PA00107445 »                                    | Inscrit                                           | 1937                                              | Église Saint-Géry                                         |
| Ancienne fosse Mathilde de la compagnie des mines d'Anzin | Denain              | 21 à 29 rue Mathilde                              | 50° 20′ 01″ nord, 3° 23′ 00″ est                  | « PA59000163 »                                    | Inscrit                                           | 2010                                              | Ancienne fosse Mathilde de la compagnie des mines d'Anzin |
| Théâtre municipal                                         | Denain              | 147, 149 rue de Villars                           | 50° 19′ 37″ nord, 3° 23′ 48″ est                  | « PA59000056 »                                    | Inscrit                                           | 2000                                              | Théâtre municipal                                         |
| Louverval Military Cemetery et Mémorial de Louverval      | Doignies            | Route départementale 630                          | 50° 08′ 13″ nord, 3° 00′ 55″ est                  | « PA59000220 »                                    | Inscrit                                           | 2024                                              | Louverval Military Cemetery et Mémorial de Louverval      |
| Château d'Hugémont                                        | Dompierre-sur-Helpe | Chemin d'Hugémont                                 | 50° 08′ 39″ nord, 3° 50′ 34″ est                  | « PA59000057 »                                    | Inscrit                                           | 2000                                              | Château d'Hugémont                                        |
|                                                           | Douai               | Voir liste des monuments historiques de Douai     | Voir liste des monuments historiques de Douai     | Voir liste des monuments historiques de Douai     | Voir liste des monuments historiques de Douai     | Voir liste des monuments historiques de Douai     | Voir liste des monuments historiques de Douai             |
| Motte féodale                                             | Le Doulieu          | La Ferme du Château                               | 50° 40′ 58″ nord, 2° 43′ 24″ est                  | « PA00107487 »                                    | Inscrit                                           | 1980                                              | Motte féodale                                             |
| Château de Dourlers                                       | Dourlers            | Rue Jean Decoin                                   | 50° 10′ 27″ nord, 3° 56′ 07″ est                  | « PA00107926 »                                    | Inscrit                                           | 1992                                              | Château de Dourlers                                       |
|                                                           | Dunkerque           | Voir liste des monuments historiques de Dunkerque | Voir liste des monuments historiques de Dunkerque | Voir liste des monuments historiques de Dunkerque | Voir liste des monuments historiques de Dunkerque | Voir liste des monuments historiques de Dunkerque | Voir liste des monuments historiques de Dunkerque         |

### E
| Monument                                                    | Commune        | Adresse                                                            | Coordonnées                      | Notice         | Protection     | Date | Illustration                                                |
| ----------------------------------------------------------- | -------------- | ------------------------------------------------------------------ | -------------------------------- | -------------- | -------------- | ---- | ----------------------------------------------------------- |
| Chapelle Notre-Dame de Bonsecours                           | Écaillon       | Rue du Bois                                                        | 50° 21′ 14″ nord, 3° 13′ 11″ est | « PA59000047 » | Inscrit        | 1999 | Chapelle Notre-Dame de Bonsecours                           |
| Commanderie des Hospitaliers                                | Écuélin        | Ferme de l'Hôpital                                                 | 50° 11′ 45″ nord, 3° 53′ 42″ est | « PA59000046 » | Inscrit        | 1999 | Commanderie des Hospitaliers                                |
| Klockhuis ou maison des cloches                             | Eecke          |                                                                    | 50° 46′ 43″ nord, 2° 35′ 46″ est | « PA00107509 » | Inscrit        | 1989 | Klockhuis ou maison des cloches                             |
| Motte castrale avec basse-cour                              | Émerchicourt   | Azincourt                                                          | 50° 18′ 59″ nord, 3° 16′ 15″ est | « PA00107510 » | Inscrit        | 1978 | Image manquante Téléverser                                  |
| Église                                                      | Englos         | Rue Paul-Procureur Chemin du presbytère                            | 50° 37′ 41″ nord, 2° 57′ 21″ est | « PA00107511 » | Classé         | 1920 | Église                                                      |
| Église Saint-Ursmar                                         | Eppe-Sauvage   |                                                                    | 50° 07′ 12″ nord, 4° 10′ 42″ est | « PA00107512 » | Inscrit        | 1947 | Église Saint-Ursmar                                         |
| Oratoire Notre-Dame-de-Liesse                               | Eppe-Sauvage   | RD 83 ; CR dit ancienne route de Solre-le-Château                  | 50° 07′ 30″ nord, 4° 08′ 48″ est | « PA00107503 » | Inscrit        | 1947 | Oratoire Notre-Dame-de-Liesse                               |
| Motte féodale et basse-cour                                 | Eringhem       | Moulin de Nieuwland                                                | 50° 53′ 27″ nord, 2° 18′ 00″ est | « PA00107514 » | Inscrit        | 1979 | Image manquante Téléverser                                  |
| Motte féodale                                               | Erquinghem-Lys | Le Château                                                         | 50° 40′ 50″ nord, 2° 50′ 50″ est | « PA00107515 » | Inscrit        | 1980 | Motte féodale                                               |
| Ancienne usine de blanchiment Mahieu                        | Erquinghem-Lys | 9 rue des Frères-Mahieu                                            | 50° 40′ 59″ nord, 2° 51′ 13″ est | « PA59000059 » | Inscrit        | 2000 | Ancienne usine de blanchiment Mahieu                        |
| Château                                                     | Esnes          | 1 rue du Château                                                   | 50° 06′ 04″ nord, 3° 18′ 34″ est | « PA00107516 » | Classé Inscrit | 1971 | Château                                                     |
| Ancien presbytère ou maison dite du chevalier de Guernonval | Esquelbecq     | 3 rue de Bergues                                                   | 50° 53′ 12″ nord, 2° 25′ 54″ est | « PA00107519 » | Inscrit        | 1988 | Ancien presbytère ou maison dite du chevalier de Guernonval |
| Château                                                     | Esquelbecq     | 10 place Alphonse Bergerot                                         | 50° 53′ 07″ nord, 2° 25′ 47″ est | « PA00107517 » | Classé         | 1987 | Château                                                     |
| Église Saint-Folquin                                        | Esquelbecq     | Place Alphonse Bergerot                                            | 50° 53′ 10″ nord, 2° 25′ 54″ est | « PA00107518 » | Inscrit        | 1945 | Église Saint-Folquin                                        |
| Chapelle Bricout                                            | Estourmel      | Rue de l'Église                                                    | 50° 08′ 52″ nord, 3° 19′ 11″ est | « PA00107911 » | Inscrit        | 1990 | Chapelle Bricout                                            |
| Oppidum dénommé Camp de César                               | Estrun         | Camp de César Coron des Alouettes Le Village Les Riez Rue du Canal | 50° 14′ 46″ nord, 3° 18′ 02″ est | « PA00107520 » | Inscrit        | 1980 | Image manquante Téléverser                                  |

### F
| Monument                                                                 | Commune              | Adresse                      | Coordonnées                      | Notice         | Protection     | Date      | Illustration                                                             |
| ------------------------------------------------------------------------ | -------------------- | ---------------------------- | -------------------------------- | -------------- | -------------- | --------- | ------------------------------------------------------------------------ |
| Vestiges archéologiques antiques et médiévaux                            | Famars               | 150 rue Roger-Salengro       | 50° 18′ 56″ nord, 3° 31′ 01″ est | « PA00107521 » | Classé         | 1840 2007 | Image manquante Téléverser                                               |
| Polissoir                                                                | Féchain              | Rue Louis Chantreau          | 50° 15′ 57″ nord, 3° 12′ 43″ est | « PA00107522 » | Inscrit        | 1980      | Polissoir                                                                |
| Chapelle Lejeune                                                         | Féron                | Mauvinage                    | 50° 02′ 56″ nord, 4° 01′ 04″ est | « PA00107523 » | Inscrit        | 1951      | Chapelle Lejeune                                                         |
| Château de Pont-de-Sains                                                 | Féron                |                              | 50° 03′ 54″ nord, 4° 01′ 29″ est | « PA00107524 » | Inscrit        | 1948      | Château de Pont-de-Sains                                                 |
| Église Saint-Martin                                                      | Féron                |                              | 50° 02′ 53″ nord, 4° 01′ 32″ est | « PA00107525 » | Inscrit        | 1948      | Église Saint-Martin                                                      |
| Ancienne poterie Gibon                                                   | Ferrière-la-Petite   | Rue de l'Église              | 50° 14′ 15″ nord, 4° 01′ 15″ est | « PA00107526 » | Classé Inscrit | 1984      | Ancienne poterie Gibon                                                   |
| Chapelle Duchesne                                                        | Flaumont-Waudrechies | Route de Sémeries            | 50° 07′ 31″ nord, 3° 58′ 27″ est | « PA00107527 » | Classé         | 1947      | Chapelle Duchesne                                                        |
| Chapelle de Waudrechies                                                  | Flaumont-Waudrechies | R.N. 104 R.D. 133            | 50° 07′ 32″ nord, 3° 57′ 33″ est | « PA00107528 » | Inscrit        | 1951      | Chapelle de Waudrechies                                                  |
| Oppidum antique                                                          | Flaumont-Waudrechies | Catelet                      | 50° 07′ 17″ nord, 3° 57′ 39″ est | « PA00107529 » | Classé         | 1979      | Image manquante Téléverser                                               |
| Ancien château de Wignacourt                                             | Flêtre               | 18 route de Strazeele        | 50° 45′ 11″ nord, 2° 38′ 44″ est | « PA59000086 » | Inscrit        | 2002      | Ancien château de Wignacourt                                             |
| Auberge A Saint-Michel                                                   | Flines-lez-Raches    | 1 Place du Général de Gaulle | 50° 25′ 43″ nord, 3° 10′ 42″ est | « PA00107530 » | Inscrit        | 1984      | Image manquante Téléverser                                               |
| Église Saint-Michel                                                      | Flines-lez-Raches    |                              | 50° 25′ 45″ nord, 3° 10′ 44″ est | « PA00107531 » | Classé         | 1921      | Église Saint-Michel                                                      |
| Fontaine Saint-Éloi                                                      | Floursies            |                              | 50° 10′ 54″ nord, 3° 58′ 07″ est | « PA00107532 » | Inscrit        | 1932      | Fontaine Saint-Éloi                                                      |
| Observatoire militaire 1914-1918                                         | Frelinghien          | 4505 rue de Quessoy          | 50° 41′ 34″ nord, 2° 58′ 08″ est | « PA00107533 » | Inscrit        | 1922      | Image manquante Téléverser                                               |
| Anciens bureaux de la compagnie de mines de Thivencelles et Fresnes-Midi | Fresnes-sur-Escaut   | 36 rue du Maréchal-Soult     | 50° 25′ 55″ nord, 3° 34′ 43″ est | « PA59000165 » | Inscrit        | 2010      | Anciens bureaux de la compagnie de mines de Thivencelles et Fresnes-Midi |
| Ancienne fosse du Sarteau                                                | Fresnes-sur-Escaut   | Le Sarteau                   | 50° 27′ 09″ nord, 3° 33′ 24″ est | « PA00107535 » | Classé         | 1999      | Ancienne fosse du Sarteau                                                |
| Ancienne gare des houillères                                             | Fresnes-sur-Escaut   | Rue de la Gare               | 50° 25′ 59″ nord, 3° 34′ 19″ est | « PA59000176 » | Inscrit        | 2011      | Ancienne gare des houillères                                             |
| Château dit des Douaniers                                                | Fresnes-sur-Escaut   | 80, 82 rue Gambetta          | 50° 26′ 25″ nord, 3° 33′ 44″ est | « PA00107534 » | Inscrit        | 1982      | Château dit des Douaniers                                                |
| Château Desandrouin et son parc incluant le temple dit de l’Amour        | Fresnes-sur-Escaut   | rue Ghesquière               | 50° 25′ 56″ nord, 3° 34′ 46″ est | « PA59000226 » | Inscrit        | 2024      | Château Desandrouin et son parc incluant le temple dit de l’Amour        |
| Motte féodale                                                            | Fretin               | Warlet Sud                   | 50° 33′ 20″ nord, 3° 08′ 24″ est | « PA00107536 » | Inscrit        | 1978      | Motte féodale                                                            |
| Vestiges du château                                                      | Fretin               | Drève du château             | 50° 33′ 17″ nord, 3° 07′ 51″ est | « PA00132800 » | Inscrit        | 1994      | Image manquante Téléverser                                               |
| V.C. Corner Australian Cemetery and Memorial                             | Fromelles            | Chemin départemental 22 C    | 50° 37′ 05″ nord, 2° 50′ 09″ est | « PA59000221 » | Inscrit        | 2017      | V.C. Corner Australian Cemetery and Memorial                             |

### G
| Monument                            | Commune        | Adresse                                 | Coordonnées                      | Notice         | Protection     | Date      | Illustration                        |
| ----------------------------------- | -------------- | --------------------------------------- | -------------------------------- | -------------- | -------------- | --------- | ----------------------------------- |
| Restes du moulin du Rhin            | Ghyvelde       | Les Moëres                              | 51° 01′ 02″ nord, 2° 31′ 03″ est | « PA00107755 » | Inscrit        | 1977      | Image manquante Téléverser          |
| Motte féodale                       | Godewaersvelde | Haegvedoorne                            | 50° 47′ 02″ nord, 2° 37′ 45″ est | « PA00107537 » | Inscrit        | 1979      | Image manquante Téléverser          |
| Ruines du château                   | Gœulzin        | 162 rue Jules Ferry 201 rue Jules Ferry | 50° 19′ 02″ nord, 3° 05′ 31″ est | « PA59000087 » | Inscrit        | 2002 2007 | Ruines du château                   |
| Borne                               | Gouzeaucourt   | RD 917                                  | 50° 02′ 49″ nord, 3° 05′ 35″ est | « PA00107538 » | Inscrit        | 1941      | Borne                               |
| Moulin à eau                        | Grand-Fayt     | 12 rue du Moulin                        | 50° 06′ 49″ nord, 3° 48′ 24″ est | « PA59000110 » | Inscrit        | 2005      | Moulin à eau                        |
| Gare                                | Gravelines     | Rue de la Gare                          | 50° 58′ 44″ nord, 2° 07′ 24″ est | « PA00135534 » | Inscrit        | 1995      | Gare                                |
| Moulin à vent dit Moulin des Huttes | Gravelines     |                                         | 50° 59′ 32″ nord, 2° 07′ 47″ est | « PA00107539 » | Inscrit        | 1986      | Moulin à vent dit Moulin des Huttes |
| Phare                               | Gravelines     | Boulevard de l'Est                      | 51° 00′ 14″ nord, 2° 06′ 33″ est | « PA59000166 » | Inscrit        | 2010      | Phare                               |
| Vestiges anciens de la ville        | Gravelines     |                                         | 50° 59′ 19″ nord, 2° 07′ 50″ est | « PA00107540 » | Classé Inscrit | 1936 1948 | Vestiges anciens de la ville        |

### H
| Monument                                                       | Commune                  | Adresse | Coordonnées                      | Notice         | Protection | Date | Illustration                                                   |
| -------------------------------------------------------------- | ------------------------ | --- | -------------------------------- | -------------- | ---------- | ---- | -------------------------------------------------------------- |
| Église Saint-Vaast                                             | Hallennes-lez-Haubourdin | Rue Gambetta | 50° 36′ 56″ nord, 2° 57′ 36″ est | « PA00107541 » | Inscrit    | 1927 | Église Saint-Vaast                                             |
| Ferme de Fromez                                                | Hallennes-lez-Haubourdin | C.D. 63 | 50° 36′ 19″ nord, 2° 58′ 09″ est | « PA00107542 » | Inscrit    | 1984 | Ferme de Fromez                                                |
| Manoir                                                         | Hallennes-lez-Haubourdin | 85 rue Léon Gambetta                                                                                                | 50° 36′ 49″ nord, 2° 57′ 39″ est | « PA00107543 » | Inscrit    | 1975 | Manoir                                                         |
| Moulin et maison du Meunier                                    | Halluin                  | 28 rue de l'Abbé-Lemire                                                                                             | 50° 46′ 38″ nord, 3° 08′ 04″ est | « PA00107901 » | Inscrit    | 1989 | Moulin et maison du Meunier                                    |
| Croix en pierre                                                | Hamel                    | Rue de Douai ; Rue Martial Detournay                                                                                | 50° 16′ 52″ nord, 3° 04′ 26″ est | « PA00107544 » | Classé     | 1933 | Image manquante Téléverser                                     |
| Dolmen du Bois                                                 | Hamel                    | | 50° 17′ 01″ nord, 3° 03′ 25″ est | « PA00107545 » | Classé     | 1914 | Dolmen du Bois                                                 |
| Klockhuis ou maison des cloches                                | Hardifort                | | 50° 49′ 15″ nord, 2° 29′ 06″ est | « PA00107546 » | Inscrit    | 1989 | Klockhuis ou maison des cloches                                |
| Pyramide commémorative de la bataille de Denain                | Haulchin                 | | 50° 19′ 05″ nord, 3° 25′ 19″ est | « PA00107547 » | Classé     | 1875 | Pyramide commémorative de la bataille de Denain                |
| Motte féodale                                                  | Haussy                   | Rue Charles-Azambre                                                                                                 | 50° 13′ 00″ nord, 3° 28′ 56″ est | « PA00107548 » | Classé     | 1978 | Image manquante Téléverser                                     |
| Ancienne abbaye bénédictine                                    | Hautmont                 | 1, 3, 5, 5bis, 5ter, 7, 9, 11, 15, 17 place du Général-de-Gaulle 2, 4, 6, 8, 10, 12, 14, 16, 18, 20 rue Marcel-Aymé | 50° 15′ 05″ nord, 3° 55′ 11″ est | « PA00107927 » | Inscrit    | 1992 | Ancienne abbaye bénédictine                                    |
| Chapelle Saint-Éloi                                            | Hautmont                 | Avenue du Général-Leclerc                                                                                           | 50° 14′ 29″ nord, 3° 54′ 19″ est | « PA59000111 » | Inscrit    | 2005 | Chapelle Saint-Éloi                                            |
| Église Saint-Éloi                                              | Hazebrouck               | Rue de l'Église | 50° 43′ 09″ nord, 2° 32′ 08″ est | « PA00107549 » | Inscrit    | 1984 | Église Saint-Éloi                                              |
| Motte féodale                                                  | Hazebrouck               | Hofland | 50° 43′ 42″ nord, 2° 33′ 37″ est | « PA00107550 » | Inscrit    | 1979 | Image manquante Téléverser                                     |
| Chapelle Sainte-Thérèse-de-l'Enfant-Jésus et de la Sainte-Face | Hem                      | rue de Croix | 50° 39′ 19″ nord, 3° 10′ 24″ est | « PA00135484 » | Classé     | 2012 | Chapelle Sainte-Thérèse-de-l'Enfant-Jésus et de la Sainte-Face |
| Maisons                                                        | Hem                      | 14 rue de Croix | 50° 39′ 20″ nord, 3° 10′ 24″ est | « PA00135483 » | Inscrit    | 1995 | Maisons                                                        |
| Église Saint-Vaast                                             | Hondschoote              | Place du Général de Gaulle                                                                                          | 50° 58′ 54″ nord, 2° 35′ 12″ est | « PA00107551 » | Classé     | 1984 | Église Saint-Vaast                                             |
| Hôtel de ville                                                 | Hondschoote              | Place du Général de Gaulle                                                                                          | 50° 58′ 51″ nord, 2° 35′ 10″ est | « PA00107552 » | Classé     | 1910 | Hôtel de ville                                                 |
| Moulin à vent dit Moulin du Nord                               | Hondschoote              | | 50° 59′ 05″ nord, 2° 34′ 50″ est | « PA00107553 » | Inscrit    | 1977 | Moulin à vent dit Moulin du Nord                               |
| Église Saint-Martin d'Houplin                                  | Houplin-Ancoisne         | Rue Pasteur | 50° 33′ 42″ nord, 3° 00′ 03″ est | « PA00107554 » | Inscrit    | 1966 | Église Saint-Martin d'Houplin                                  |
| Église Saint-Antoine                                           | Houtkerque               | | 50° 52′ 35″ nord, 2° 35′ 51″ est | « PA00107555 » | Classé     | 1910 | Église Saint-Antoine                                           |
| Moulin à vent d'Hofland, dit aussi moulin d'Accou              | Houtkerque               | Hofland | 50° 53′ 34″ nord, 2° 34′ 43″ est | « PA00107556 » | Inscrit    | 1977 | Moulin à vent d'Hofland, dit aussi moulin d'Accou              |

### I
| Monument          | Commune | Adresse                                         | Coordonnées                      | Notice         | Protection | Date | Illustration               |
| ----------------- | ------- | ----------------------------------------------- | -------------------------------- | -------------- | ---------- | ---- | -------------------------- |
| Borne ancienne    | Inchy   | D 643 Au croisement avec la rue Jean Stablinsky | 50° 07′ 07″ nord, 3° 28′ 41″ est | « PA00107557 » | Classé     | 1936 | Image manquante Téléverser |
| Temple protestant | Inchy   | 5 rue du Docteur Eloire                         | 50° 07′ 18″ nord, 3° 27′ 43″ est | « PA59000117 » | Inscrit    | 2006 | Temple protestant          |

### J
| Monument                   | Commune | Adresse                             | Coordonnées                      | Notice         | Protection | Date | Illustration               |
| -------------------------- | ------- | ----------------------------------- | -------------------------------- | -------------- | ---------- | ---- | -------------------------- |
| Château et Ferme d'en Haut | Jenlain | 20 rue Nationale                    | 50° 18′ 33″ nord, 3° 37′ 32″ est | « PA00107558 » | Inscrit    | 1987 | Château et Ferme d'en Haut |
| Vestiges du château        | Jeumont | Rue du Château Rue de la Résistance | 50° 17′ 41″ nord, 4° 06′ 18″ est | « PA59000007 » | Inscrit    | 1997 | Vestiges du château        |